# 竹内俊一
竹内 俊一（たけうち しゅんいち、1896年1月17日 - 1976年10月26日）は日本の実業家。三菱石油（現ENEOSホールディングス）社長・会長や、石油連盟会長を務めた。

## 人物
大阪府出身。津山中学校（現岡山県立津山高等学校）を経て、1917年東京高等商業学校(現一橋大学)卒業後、三菱合資会社入社。三菱商事を経て、1941年から三菱石油。
1946年三菱石油社長、1936年同会長。社長就任後、各ポストの職名を変え、責任を明確化。方針決定は、合議制で行われるように組織改編を行った。
石油連盟会長や、日経連常任理事、東京ロータリークラブ会長等も歴任。
趣味はゴルフと歌舞伎鑑賞。